# 円福寺 (江戸川区)
円福寺（えんぷくじ）は、東京都江戸川区にある真言宗豊山派の寺院。

## 歴史
1522年（大永2年）、賢明法印によって開山された。ただそれ以前から、当寺の原型となる草庵が既にあったといわれている。
1683年（天和3年）に現在の大杉にあった「東福寺」を始め、いくつかの寺院を吸収合併している。大正時代まで、当寺で行われていた盆踊りは「円福寺の盆踊り」として知られていた。
当寺の本尊は地蔵菩薩坐像で、現在は秘仏となっている。

## 交通アクセス
- 一之江駅より徒歩16分（経路案内）。